# کبک پاسبز
کبک پاسبز (نام علمی: Arborophila chloropus) نام یک گونه از سرده کبک‌های تپه است.